# Deepak Dobriyal
Deepak Dobriyal (Hindi: दीपक डोबरियाल) (ur. 1 września 1975 we wsi Kabra w Indiach) – indyjski aktor kina i teatru.

## Filmografia
1. Baaghi 2 (2018)
2. Daayen Ya Baayen (2010) jako Ramesh Majila
3. Gulaal jako Bhati (2009)
4. 13B (2009) jako Ashok
5. Yaavarum Nalam (2009) jako Senthil
6. Delhi-6 (2009) jako Mamdu
7. Mumbai Cutting (2009)
8. Shaurya (2008) jako Kapitan Javed Khan
9. 1971 (2007) jako Flight Lt. Gurtu
10. Midnight Lost and Found (2007) jako Arvind
11. Omkara (2006) jako Rajoh Tiwari
12. The Blue Umbrella (2005) jako Robot Owner
13. Maqbool (2003) jako Thapa